# Tsitsi Dangarembga
Tsitsi Dangarembga (Mutoko, 4 febbraio 1959) è una scrittrice e regista zimbabwese.
Il suo romanzo di debutto, Nervous Conditions (1988), il primo ad essere scritto in inglese da una donna nera dello Zimbabwe, è stato nominato dalla BBC nel 2018 come uno dei 100 migliori libri che hanno plasmato il mondo.

## Biografia
Nata in Rhodesia del Sud (attuale Zimbabwe), Tsitsi Dangarembga si è formata in Inghilterra, dove è cresciuta in seguito all'emigrazione della sua famiglia. Tornata nel suo paese, ha concluso gli studi superiori, si è iscritta alla Cambridge University in medicina ed infine è tornata nuovamente in Zimbabwe, ad Harare, dove ha conseguito la laurea in psicologia.
Durante gli studi universitari, Tsitsi ha fatto parte di una compagnia teatrale e nel 1983 ha diretto una commedia dal titolo The Lost of the Soil, diventando uno dei componenti più attivi del gruppo teatrale Zambuko, diretto da Robert McLaren e partecipando stabilmente alle attività del gruppo con gli spettacoli Katshaa! e Mavambo.
Nell'ottobre 2021, Tsitsi Dangarembga ha ricevuto il Premio per la pace dalla Fiera del libro di Francoforte. Questo premio molto prestigioso, dotato di 25.000 euro di ricompensa, è uno dei più importanti nel mondo dell'editoria.

## Attività
La sua prima pubblicazione, nel 1985, è una raccolta di racconti dal titolo The letter. Nel 1987 ha debuttato come drammaturga con un testo teatrale, She no longer weeps, scritto nella sua lingua madre, lo shona. Con quest'opera ha raggiunto la notorietà internazionale, affermandosi definitivamente nel 1988 con la pubblicazione del suo primo romanzo Nervous conditions (tradotto in italiano La nuova me, Edizioni Gorée, 2007) per il quale ha vinto la sezione africana del Commonwealth Writers Prize. In questa opera l'artista analizza l'incidenza dell'educazione sulla società, sullo scelte di vita e sulle relazioni degli esseri umani; inoltre si sofferma sulla povertà e sulle sue conseguenze, e sul caso umano di una anoressica.
In seguito, ha lavorato come regista in Germania presso la Deutsche Film- und Fernsehakademie, realizzando numerosi film e documentari per la televisione tedesca; nel 1996 è stata autrice e regista di Everyone's Child, il suo primo lungometraggio, con il quale ha preso parte a numerosi festival internazionali.
Nel 2005 ha vinto il primo premio per il migliore cortometraggio al Festival del cinema africano di Milano con Kare Kare Zvako; l'autrice ha rielaborato una storia della tradizione orale shona, costruendo un linguaggio originale e potente, oltre che ironico e suggestivo.
The Book of Not: A Sequel to Nervous Conditions è il titolo del suo secondo romanzo, pubblicato nel 2006 in Inghilterra.
Nel luglio 2020 il suo romanzo This Mournable Body, l'ultimo di una trilogia iniziata oltre trent'anni prima con Nervous Conditions, entra nella longlist del Booker Prize. Quattro giorni più tardi, il 31 luglio 2020, viene arrestata ad Harare per avere partecipato ad una manifestazione contro la corruzione esistente nel paese. È liberata il giorno dopo con l'accusa di incitamento alla violenza. 
Nel 2021 è stata insignita del Premio internazionale per la pace degli editori tedeschi mentre l'anno successivo ha ottenuto il Premio letterario Windham–Campbell per la saggistica.

## Opere

### Libri
- The Letter, 1985
- Nervous conditions, 1988 (prima edizione italiana La nuova me, 2007)
- The Book of Not: A Sequel to Nervous Conditions, 2006
- This Mournable Body, 2020

### Film
- Everyone's Child, lungometraggio, 1996
- Kare Kare Zvako, cortometraggio, 2004

### Teatro
- She no longer weeps, 1987